# Stereo (album Wańki Wstańki)
Stereo – szósty album zespołu Wańka Wstańka wydany w marcu 2018 roku nakładem Stowarzyszenia Studentów I Absolwentów Uniwersytetu Rzeszowskiego.
Album zawiera przekrojowy materiał Wańki Wstańki z lat 80. i 90. nagrany ponownie, w nowych, bardziej konwencjonalnie rockowych aranżacjach.

## Lista utworów
źródło:.
1. „Wódka, trawa, kwas”
2. „Wiejski sprzęt kaskaderski – miłość, traktor i motocykl”
3. „Casanova z Rzeszowa”
4. „Ballada”
5. „Generał”
6. „Leżajski full – chlipej kto żyw”
7. „Policja”
8. „Łoj Dana, łoj Dana”
9. „Git wiracha – bajera o tym jak Zdzichowi tępy krawat ożenili”
10. „Maryna gotuj pirogi – pieśń o Marynie co pierogów gotować nie umiała przez co kijem po plecach dostała”
11. „Gwiazdy ze stolycy”
12. „AIDS”
13. „Rdza na żyletce”
14. „Kreska”
15. „Zapnij płaszcz”

bonus
1. „Maryna gotuj pirogi – mix”

## Muzycy
źródło:.
- Krzysztof Bara „Bufet” – śpiew
- Piotr Liszcz „Mizerny” – gitara, gitara basowa, wokal
- Wojciech Dąbrowski – gitara, wokal
- Barbara Mikulska „Ekke” – wokal
- Leszek Dobrzański „Laszlo” – perkusja
- Grzegorz Grubman „Graber” – wokal (gościnnie)